# تیم ملی فوتبال زنان جزایر ماریانای شمالی
تیم ملی فوتبال زنان جزایر ماریانای شمالی (انگلیسی: Northern Mariana Islands women's national football team) نماینده فوتبال زنان این کشور در رده ملی است و تحت نظارت فدراسیون فوتبال جزایر ماریانای شمالی قرار دارد.